# Belgooly
Belgooly (írül: Béal Guala) Írország második, az Ír-sziget harmadik legnagyobb városa Dublin és Belfast után. Cork megye közigazgatási központja és Munster tartományának legnagyobb városa. A 2016-os népszámlálási adatok szerint lakosainak száma 826 fő.

## Fekvése
Írország délkeleti részén helyezkedik el, a Kelta-tenger partján, a Stick-folyó közelében. A falu főútvonala az R600-as út, mely összeköti Corkkal északi irányban és Kinsale településsel, déli irányban. Az R611-es út köti össze kelet felől Carrigaline településsel. A településre menetrend szerinti autóbuszjáratok közlekednek.

## Szolgáltatások
A településen több bolt, egy kávézó, egy gazdabolt, egy posta működik. Itt található egy GAA klub. A településen található egy római katolikus egyházhoz tartozó templom. A település a Cork Area Strategic Plan tanulmányi területen belül helyezkedik el és a terület a Cork Megyei Tanács "Rural Housing Control Zone" (Vidéki Otthonteremtő Kontrollzóna) területén fekszik. Ennek eredményeképpen fejlődött az utóbbi években a település.
A falu Kinsale felőli részén található a "His Master's Voice" elnevezésű szobor. Belgoolyban évenként megrendezik az éves mezőgazdasági kiállítást.

## Történelem
A Belgooly Malom egy romos állapotú épület, mely szerepel a Védett Épületek Jegyzékében.
1941. augusztus 26-án itt zuhant le a Királyi Légierő 615. Repülőszázada által lelőtt, a németek Luftwafféhoz tartozó Junkers Ju-88 as típusú vadászgépe.

## Fordítás
Ez a szócikk részben vagy egészben  a   Belgooly című angol Wikipédia-szócikk ezen változatának fordításán alapul.  Az eredeti cikk szerkesztőit annak laptörténete sorolja fel. Ez a jelzés csupán a megfogalmazás eredetét és a szerzői jogokat jelzi, nem szolgál a cikkben szereplő információk forrásmegjelöléseként.